# 大亜門のドンときいてみよう!
『大亜門のドンときいてみよう!』は、大亜門・Mi.によるマンガ業界の噂や疑問を調査するルポ漫画。「ふんわりジャンプ」にて2017年4月12日から2018年3月14日まで不定期連載していた。

## 概要
- 大亜門が漫画を担当し、構成･作画、監修をMi.[2]が担当。Mi.がクレジットされているのは第5話まで。
- 「あもドン調査隊」として、大亜門とブレーンバスターズ（編集プロダクション）の担当編集・後藤がマンガ家へのアンケートやインタビューを実施し調査・検証していく。
- ブログでは、過去の連載作品にて他作品のパロディーを行う際、その作者等へパロディーの許可を得るようにしていたことから、「自分で考えた企画ながら、また他の作家さんに頭下げて描くスタイルかよと思いました」と述べている。また、「いろんな方と知り合うことができるので、それはそれで楽しみ」とも述べている。[3]
- タイトルは「欽ちゃんのドンとやってみよう!」をパロディーしたもの。公式略称は「あもドン」。[4]
- 閲覧数はよかったが、「ふんわりジャンプ」のリニューアルによりほとんどの作品が連載終了となり、約1年で連載が終了した。

## 主な登場人物
- 大亜門

本作の漫画を担当。
- 後藤

編集プロダクション「ブレーンバスターズ」の、本作の担当編集。
- 大亜門の妻

本作の構成･作画、監修を担当するMi.。本人の希望により、姫の格好をし、扇子で顔を隠した姿で登場する。
- 大亜門の長男

男ばかりでむさ苦しいと言われたため、マスコットとして第5話より登場。
- 大亜門の次男

第8話より登場。

## 第1話
2017/04/12更新
概要・テーマ
マンガ家は連載していないときどうやって生活しているのか。
アンケート回答者として登場した人物
- 百田ちなこ
- 大江しんいちろう
- 吉谷光平
- 田辺洋一郎
- さかなこうじ
- 柴田亜美[8]
- 浦田カズヒロ
- 稲垣理一郎[9]

## 第2話
2017/04/26更新
概要・テーマ
パトロンのいるマンガ家へのインタビュー。
インタビューを受けた人物
窓ハルカ

## 第3・4話
2017/05/10、2017/05/31更新
概要・テーマ
Twitter上で人気になり連載を持つことになったマンガ家によるTwitter指南。
インタビューを受けた人物
吉本ユータヌキ

## 第5話
2017/08/30更新
概要・テーマ
ギャグ漫画家はうつになりやすいのか。大亜門がネット上でうつであると噂されていることからこのテーマとなった。
インタビューを受けた人物
ゆうきゆう

## 第6話
2017/10/4更新
概要・テーマ
マンガ家のプライバシーについて。
インタビューを受けた人物
地球のお魚ぽんちゃん

## 第7話
2017/11/29更新
概要・テーマ
マンガのアシスタントの仕事について。
インタビューを受けた人物
背景美塾 前田耕作、柚木元

## 第8話
2017/12/27更新
概要・テーマ
マンガ家夫婦の先輩に話を聞く。
インタビューを受けた人物
横山了一、加藤マユミ

## 第9話
2018/2/21更新
概要・テーマ
パロディについて。
インタビューを受けた人物
田中圭一

## 第10話
2018/3/14更新
概要・テーマ
最終話。

## 書誌情報
- 大亜門 『大亜門のドンときいてみよう!』 集英社〈ヤングジャンプ・コミックス〉、全1巻。電子書籍のみでの発売。
  1. 2018年4月19日発売